# Dolmen von Guadalperal
Der Dolmen von Guadalperal liegt südöstlich von Peraleda de la Mata auf dem Campo Arañuelo im Osten der Extremadura in Spanien, wo sich einige interessante Megalithanlagen der Iberischen Halbinsel befinden. Der Dolmen liegt auf dem Gelände der namensgebenden Finca am Ufer des aufgestauten Tajo und war lange Zeit nur bei Niedrigwasser sichtbar. Er wurde zwischen 1925 und 1927 von Hugo Obermaier (1877–1946) entdeckt. Obermaier kam in die Extremadura, um die Angaben von Georg und  Vera Leisner zu überprüfen und die Anlagen zu retten.

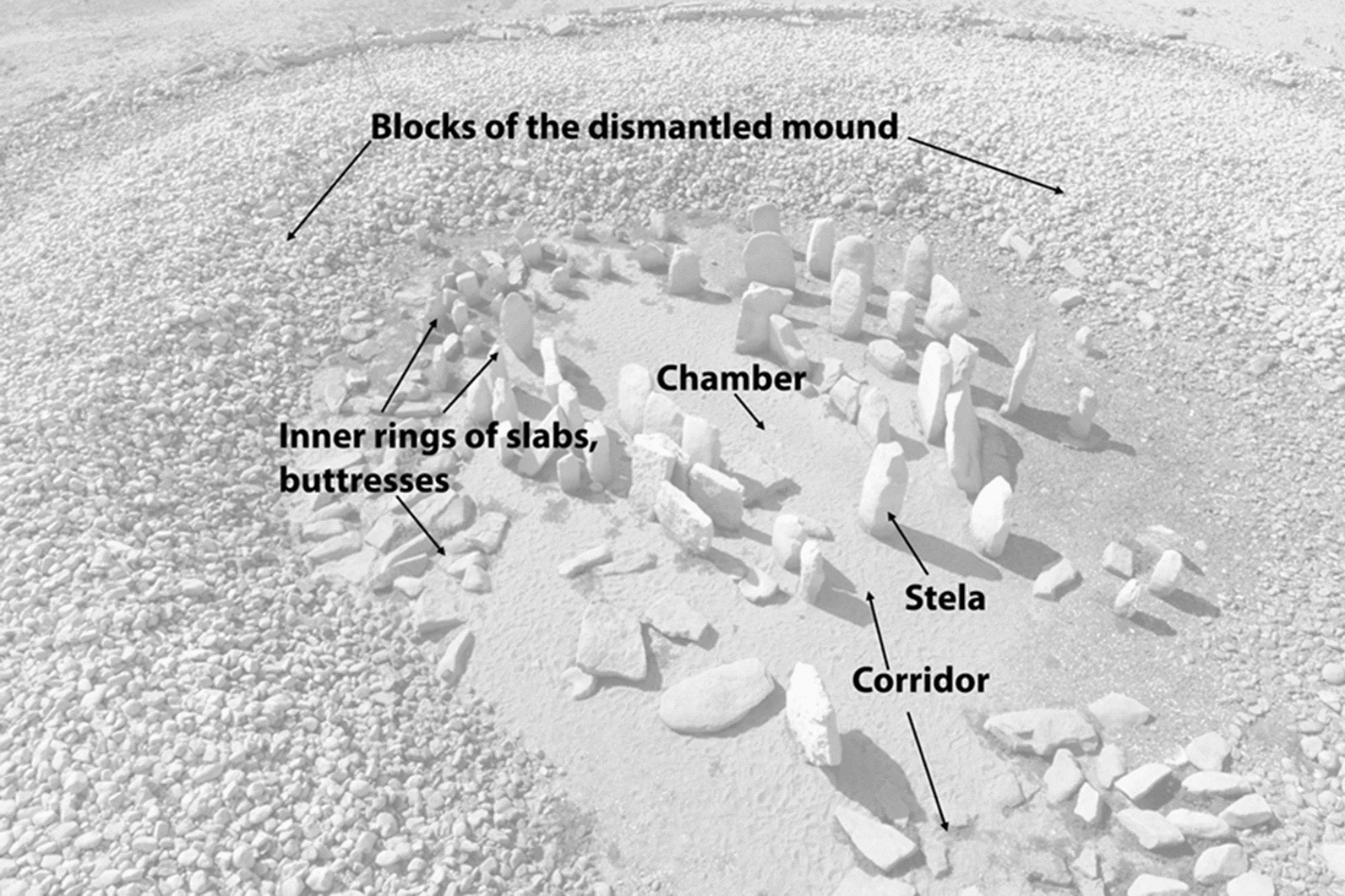
Gliederung der Anlage

Der aus Granit und Kies errichtete etwa 20 m lange Dolmen wurde ursprünglich von einem inzwischen völlig abgetragenen Erdhügel bedeckt. Etwa 140 Steine stehen noch aufrecht. Die Kammer hat eine ovale Form mit einem Durchmesser von etwa 5,0 Metern, wie er für den Typ der besonders im benachbarten Portugal verbreiteten Form der Anta typisch ist. Der Gang hat eine Breite von etwa 1,4 m und eine Länge von etwa 21,0 m. Der Zugang wird von einem großen Menhir beherrscht, der ein weiteres Geheimnis birgt. 

## Theorie einer Karte des Tajo
Ángel Castaño, Vorsitzender des Kulturvereins „Raíces de Peraleda“ erklärt, dass die auf dem Menhir eingeritzte Schlange aussieht wie der mäandrierende Lauf des Tejo. Die Ritzung entspräche dem Flusslauf vom Nebenfluss Rio Gualija bis zum Ibor. Im Falle einer Bestätigung wäre dies eine der ältesten realistischen physischen Karten der Welt.
Seit 1963 war der Dolmen immer zumindest teilweise durch das Wasser des Stausees Valdecañas verdeckt. Durch eine anhaltende Dürre lag die Anlage im Sommer 2019 erstmals wieder vollständig trocken. Auch während der schweren Dürre 2022 kam die Anlage wieder komplett zum Vorschein.

## Datierung und Funde
Feuersteinmesser und Kupferfunde datieren die Anlage in die Kupferzeit (3000 bis 2000 v. Chr.) Auf Plünderungen durch die Römer, oder zur Römerzeit, weisen eine Münze und mehrere Keramikfragmente hin.